# Firelight (Band)
Firelight ist eine maltesische Folkband.

## Werdegang
Die Gruppe wurde im Juni 2013 von Richard Edwards Micallef gegründet. Im Februar 2014 nahmen sie am maltesischen Finale für den Eurovision Song Contest 2014 in Kopenhagen teil und gewannen es mit dem Lied Coming Home (dt. „nach Hause kommen“), das dann Malta im Mai beim Wettbewerb in Dänemark vertrat. Sie landeten im Finale auf Platz 23.
Ende September 2014 erschien mit Backdrop of Life ein erstes Album und mit Talk Dirty eine zweite Single. Das Album erschien über die Universal Music Group.
Richard Edwards Micallef singt, spielt Gitarre und das „Appalachian Mountain Dulcimer“, seine Schwester Michelle singt ebenfalls und spielt Klavier. Mit Wayne (Gitarre, Keyboard) und Daniel Micallef (E-Gitarre), spielen noch zwei Brüder der beiden in der Band. Bei Tony Polidano (Bass) und Leslie Decesare (Schlagzeug) handelt es sich um Freunde der Geschwister.

## Mitglieder
- Michelle Mifsud (Gesang, Klavier)
- Richard Edwards Micallef (Gesang, Gitarre)
- Tony Polidano (Bass)
- Wayne Micallef (Gitarre, Keyboard)
- Leslie Decesare (Schlagzeug)
- Daniel Micallef (E-Gitarre)